# 阿拉丁歐雅魚
阿拉丁歐雅魚（學名：Squalius aradensis）為輻鰭魚綱鯉形目雅羅魚科的其中一種，被IUCN列為易危保育類動物，分布於歐洲葡萄牙阿拉德河、阿爾吉布爾河和博代拉河流域，為特有種，體長可達13.1公分，棲息在水流湍急的中小型河流，生活習性不明。